# Ingela Ericsson
Ingela Ericsson, née le 27 septembre 1968 à Nyköping, est une kayakiste suédoise pratiquant la course en ligne.

## Palmarès

### Jeux olympiques de canoë-kayak course en ligne
- 1996 à Atlanta,  États-Unis
  -  Médaille de bronze en K-4 500m